# Drakovci
Drakovci je naselje u slovenskoj Općini Ljutomeru. Drakovci se nalazi u pokrajini Štajerskoj i statističkoj regiji Pomurju. 

## Stanovništvo
Prema popisu stanovništva iz 2002. godine naselje je imalo 247 stanovnika.